# Ofélia Anunciato
Ofélia Anunciato, nome completo Ofélia Ramos Anunciato (San Paolo del Brasile, 27 dicembre 1924 – San Paolo del Brasile, 26 ottobre 1998), è stata una cuoca, conduttrice televisiva e scrittrice brasiliana.
Viene ricordata per essere stata la prima persona a portare la cucina sul piccolo schermo in Brasile.

## Biografia
Ofélia Anunciato fu una dei pionieri della tv brasiliana, avendo debuttato l'11 febbraio 1958 come esperta di cucina nel programma Bom Dia su TV Santos, ma già era nota per aver pubblicato alcune ricette sui due giornali con cui all'epoca collaborava. Sei mesi dopo le venne affidata una rubrica all'interno del primo programma televisivo brasiliano rivolto alle donne, Revista Feminina, condotto da Maria Teresa Gregori su TV Tupi. Vi rimase sino al 1968, quando passò a Rede Bandeirantes, per la quale condusse una trasmissione culinaria tutta sua, Cozinha Maravilhosa da Ofélia, andata in onda al mattino per trent'anni.
Autrice di 14 libri di gastronomia e di ricette di cucina brasiliana, portoghese e italiana, ottenne il Premio Jabuti nella categoria Produzione Editoriale con Ofélia, o Sabor do Brasil, pubblicato da Editora Melhoramentos e tradotto in varie lingue, a tutt'oggi al tredicesimo posto tra le opere di argomento culinario più lette al mondo. Il volume, che contiene 1.200 ricette, è stato ristampato tredici volte.
Morì a 73 anni il 26 ottobre 1998, all'Hospital da Beneficência Portuguesa, a San Paolo, dove si trovava ricoverata a causa di un infarto. Pochi giorni prima era apparsa per l'ultima volta in televisione alla guida del suo programma.

## Libri
- Os segredos da cozinha de Ofélia Ramos Anunciato, edizioni Melhoramentos, San Paolo, 1977. ISBN 9788506014165
- Ofélia e a cozinha brasileira, edizioni Melhoramentos, San Paolo, 1980. ISBN 9788506014196
- Ofélia e a cozinha italiana, edizioni Melhoramentos, San Paolo,1991. ISBN 9788506014219
- O Grande Livro da Cozinha Maravilhosa De Ofélia, editore Ofelia Ramos Anunciato, 1996. ISBN 978-8506027509
- Receitas rapidas de ofelia de Ofélia Ramos Anunciato, edizioni Melhoramentos, San Paolo, 1996. ISBN 9788506022245
- A grande cozinha de Ofélia Ramos Anunciato, edizioni Melhoramentos, San Paolo,1997. ISBN 9788506025338
- A cozinha brasileira de Ofélia, edizioni Melhoramentos, San Paolo, 1998. ISBN 9788506026243
- Doces faceis para todas as ocasioes, edizioni Publifolha, Buenos Aires, 2001. ISBN 9788574022604
- Cozinhando com Ofélia, edizioni Melhoramentos, San Paolo, 2001. ISBN 9788506025796
- Cozinha Maravilhosa de Ofélia: As 1000 Receitas mais Famosas e Saborosas, edizioni Melhoramentos, San Paolo, 2005. ISBN 9788506045657
- A cozinha maravilhosa de Ofélia: refeicoes práticas & completas, edizioni Melhoramentos, San Paolo, 2007. ISBN 9788506049532